# Ranger 7
Ranger 7 byla bezpilotní sonda organizace NASA z USA určená k průzkumu Měsíce.
Celý projekt programu Ranger připravila Jet Propulsion Laboratory (JPL) v Pasadeně u Los Angeles.

## Start
S pomocí dvoustupňové rakety Atlas-Agena B odstartovala sonda z rampy na kosmodromu
Eastern Test Range na Floridě dne 28. července 1964. V katalogu COSPAR dostala přidělené označení 1964-041A.

## Konstrukce sondy
Váha byla 362 kg. Byla stejná, jako Ranger 6. Mimo motoru na hydrazin měla palubní počítač, vysílače, silnější chemické baterie a sluneční panely baterií. Dále televizní aparatura s řadou kamer a třemi vysílači , parabolickou anténou. Byl zde stabilizační a orientační systém, jehož součástí bylo 12 rysek na stlačený dusík. Celá sonda dosahovala výšky 3,1 metru.

## Program

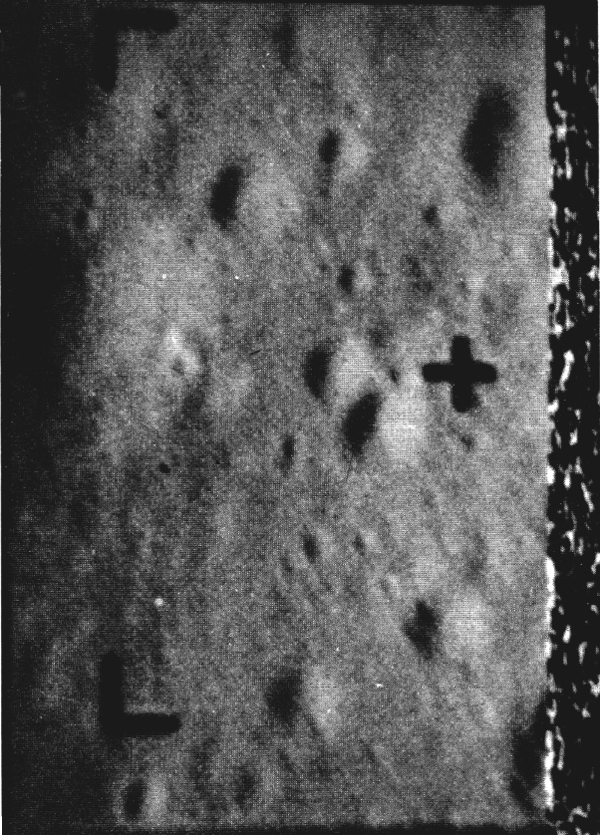
Poslední pořízený snímek před dopadem

Hlavním cílem této mise bylo pořídit několik tisícovek snímků během přiblížení k Měsíci.
Měla napravit neúspěch jak misí Pioneer z let 1958-1959, tak zejména všech šesti předchozích sond Ranger vypuštěných v letech 1961-1964.

## Průběh letu
Raketa se sondou odstartovala bez problémů. Odchýlení od projektované dráhy bylo vyřešeno jejím přibrzděním o 30 m/s. Sonda dopadla po třídenním letu 31. července 1964 do oblasti mezi Mare Nubium a Oceanus Procellarum rychlostí 2,3 km/s. Stala se první sondou USA, která pořídila a na Zemi dodala snímky z blízkosti Měsíce. První ze série 4316 snímků začaly být pořizovány z výšky 3 200 km, tedy asi 16 minut před dopadem. Oblast dopadu, odkud byly pořízeny podrobnosti až metrové, byla později pojmenována na Mare Cognitum, tedy Moře poznané.